# 沈崧
沈崧（863年—938年），字吉甫，中国五代十国时期吴越国宰相。

## 家世
沈崧生于唐懿宗咸通四年（863年），闽县人。祖父沈辂，大理评事，获赐绯色官服。父沈超，为福州长溪县令。
唐昭宗乾宁二年（895年），沈崧去当时的京城长安考进士，刑部尚书崔凝主考，选二十五人中举，沈崧在其中。昭宗御武德殿，命翰林学士陆扆、秘书监冯偓覆试，淘汰其中十人，但沈崧仍然入选。
但可能是因当时唐朝大乱的缘故，沈崧没有继续科举，而是回到了闽地。途经淮南，淮南节度使杨行密辟他，他不应。他途经时任武胜军都团练使钱镠治下的杭州时，与皮光业、林鼎一同为其所辟，被留为掌书记。

## 效力钱镠
沈崧还被钱镠除授浙西营田副使，奏授秘书监、检校兵部尚书、右仆射。钱镠的书檄、表奏，多是沈崧所作。钱镠刚获授镇海节度使，就令沈崧起草谢表，盛言浙西繁富，写成后给从事罗隐看。罗隐说此表入奏，急于索贿的宰相肯定会对浙西有所要求，于是改成了简略说浙西天寒、麋鹿常游、牛羊不下。
天祐四年（907年），唐亡。后梁继承了其中原政权的地位，而钱镠的领地则成为臣服后梁的吴越国。开平三年（909年）罗隐卒，时任金部郎中沈崧为其墓作铭，即《罗给事墓志》。龙德三年（923年），后梁大敌晋王李存勖称后唐皇帝，改元同光，钱镠问沈崧如何看待后唐国祚，沈崧答：“观此年号，为国不成，只有一个口（指“同”字内含“一”“口”且不似“国”字封闭）。”同年李存勖灭梁，吴越又臣服后唐。

## 效力钱元瓘
宝正七年（932年），钱镠薨，子钱传瓘继位，改名钱元瓘。钱元瓘雅好儒学，设立择能院，选拔文士录用，命沈崧领其职。后唐灭亡后，吴越又臣服取代后唐的后晋。天福二年（937年），钱元瓘重新使用其父的吴越王号，任沈崧、曹仲达、皮光业为丞相。
三年（938年），沈崧卒。谥文献。有文集二十卷。《仁和县志》称县东二十五里沈家塘即沈崧宅。

## 轶闻
沈崧刚出生时，有大蛇坠于榻前，抬头注视很久才离开。七天后，沈崧将要洗浴时，忽有风雨震坏浴盘，人们都以为异。
《罗江东外记》载，沈崧与罗隐从事钱镠幕下，钱镠唤出歌伎，众人称她美丽，简直是姮娥。沈崧说：“姮娥很丑陋，怎可及她？”钱镠惊道：“书记识姮娥否？”答：“崧两度到月宫，何为不识？”意在警示科举失利的罗隐，因为“蟾宫折桂”有科举高中的意思。